# VV Veendam in het seizoen 1965/66
Het seizoen 1965/1966 was het 12e jaar in het bestaan van de Veendamse betaaldvoetbalclub Veendam. De club kwam uit in de Tweede divisie A en eindigde daarin op de zesde plaats. Tevens deed de club mee aan het toernooi om de KNVB beker, hierin werd de club in de tweede ronde uitgeschakeld door Ajax (7–0).

## Wedstrijdstatistieken

### Tweede divisie A
|       | AGOVV | Gooiland | De Graafschap | Heerenveen | Hilversum | HVC   | PEC   | Tubantia | Vitesse | Wageningen | FC Zaanstreek | ZFC   | Zwartemeer | Zwolsche Boys |
| ----- | ----- | -------- | ------------- | ---------- | --------- | ----- | ----- | -------- | ------- | ---------- | ------------- | ----- | ---------- | ------------- |
| Thuis | 4 – 0 | 1 – 1    | 2 – 2         | 2 – 4      | 1 – 1     | 1 – 4 | 2 – 1 | 4 – 2    | 2 – 2   | 4 – 1      | 2 – 1         | 2 – 1 | 1 – 1      | 1 – 0         |
| Uit   | 2 – 1 | 2 – 2    | 1 – 1         | 1 – 3      | 0 – 5     | 2 – 0 | 3 – 1 | 2 – 1    | 3 – 2   | 0 – 2      | 3 – 1         | 0 – 1 | 2 – 0      | 0 – 0         |

### KNVB beker
| Groepsfase                                        | Veendam                                                                                     | 3 – 0 (2 – 0) | SC Cambuur                                                   |
| 19 september 1965 Plaats: Veendam De Langeleegte  | Bennie Specken 7' Jetze Pascal 45' Rikkert La Crois 75'                                     |               |                                                              |
| Groepsfase                                        | GVAV                                                                                        | 0 – 3 (0 – 1) | Veendam                                                      |
| 7 november 1965 Plaats: Groningen Oosterpark      |                                                                                             |               | 15' (pen.) Bé Kuiper 61' Rikkert La Crois 78' Bennie Specken |
| Groepsfase                                        | Veendam                                                                                     | 3 – 0 (0 – 0) | Heerenveen                                                   |
| 2 januari 1966 Plaats: Veendam De Langeleegte     | Jetze Pascal 49' Jan Boelens 53' Bé Kuiper 71'                                              |               |                                                              |
| 2e ronde                                          | Ajax                                                                                        | 7 – 0 (3 – 0) | Veendam                                                      |
| 17 maart 1966 Plaats: Amsterdam Olympisch Stadion | Johan Cruijff 27', 39', 53', 89' Klaas Nuninga 43' Sjaak Swart 51' Hemmo Kerkhof 57' (e.d.) |               |                                                              |

## Statistieken Veendam 1965/1966

### Eindstand Veendam in de Nederlandse Tweede divisie A 1965 / 1966
| Stand | Gespeeld | Gewonnen | Gelijk | Verloren | Punten | Doelpunten voor | Doelpunten tegen |
| ----- | -------- | -------- | ------ | -------- | ------ | --------------- | ---------------- |
| 6e    | 28       | 11       | 8      | 9        | 30     | 49              | 42               |

### Topscorers
| #              | Naam                       | Goal |
| -------------- | -------------------------- | ---- |
| 1.             | Bé Kuiper                  | 10   |
| 2.             | Jetze Pascal               | 8    |
| 3.             | Henk Meuken                | 7    |
| 3.             | Rikkert La Crois           | 7    |
| 5.             | Jan Blijham                | 6    |
| 6.             | Jan Boelens                | 4    |
| 7.             | Henk Georg                 | 2    |
| 7.             | Bennie Specken             | 2    |
| 9.             | Piet de Vries              | 1    |
| 9.             | Henk Wollerich             | 1    |
| Eigen doelpunt |                            |      |
| –              | Kees Oudendijk (Hilversum) | 1    |
| Totaal         | Totaal                     | 49   |

| #      | Naam             | Goal |
| ------ | ---------------- | ---- |
| 1.     | Bé Kuiper        | 2    |
| 1.     | Rikkert La Crois | 2    |
| 1.     | Jetze Pascal     | 2    |
| 1.     | Bennie Specken   | 2    |
| 5.     | Jan Boelens      | 1    |
| Totaal | Totaal           | 9    |